# فلسفة الرياضيات
فلسفة الرياضيات هي إحدى فروع الفلسفة التي تدرس الافتراضات الفلسفية للرياضيات، والأسس والنتائج المترتبة على النظريات الرياضية وتحاول الإجابة عن أسئلة تتعلق بطبيعة الكائنات الرياضية وتتسائل عن كيفية تجريد الكائنات الرياضية من الطبيعة ثم استخدامها في فهم الطبيعة ذاتها، إلى أي درجة يمكننا القول أن العبارات الرياضية صحيحة؟ وهل للكائنات الرياضية وجود حقيقي؟ أم هي مجرد أدوات تخيلية تجريدية يستخدمها الإنسان لتسهيل معالجته لظواهر الطبيعة؟ وبهكذا فإن الهدف من فلسفة الرياضيات هو تقديم سرد عن طبيعة الرياضيات ومنهجها العلمي ودورها في حياة الإنسان. والطبيعة المنطقية والهيكلية للرياضيات في حد ذاتها يجعل هذه الدراسة واسعة وفريدة من نوعها بين نظرائها الفلسفية.

## الواقعية الرياضية أو الإفلاطونية
تعتبر الواقعية الرياضية الكائنات الرياضية ذات وجود مستقل عن العقل الإنساني. لذلك فإن مهمة الإنسان هو استكشاف هذا العالم الرياضي وليس اختراعه، كما أن أي كائن ذكي مفترض في هذا الكون قادر على استكشاف هذا العالم الرياضي وسبر أغواره. ويطلق على هذه المدرسة اسم الأفلاطونية باعتبارها تماثل وجهة نظر أفلاطون من حيث إيمانه بعالم المثل والأفكار، الذي يمثل لديه العالم الكلي اللا متغير، وما العالم اليومي الذي نعيش فيه إلا مقاربات غير مكتملة لهذا العالم المثالي.
من المحتمل أن جذور فكرة أفلاطون تأتي من عند فيثاغورس الذي كان يؤمن هو وتلاميذه من الفيثاغورسيين أن العالم مكون حرفيا من الأعداد. وعلى ما يبدو فإن هذه النظرة ذات جذور أعمق في التاريخ لا يمكن تحديد بدايتها.
يعتبر العديد من علماء الرياضيات واقعيين رياضيين، فهم يعتبرون أنفسهم مكتشفين يتجولون لرؤية روائع هذا العالم الرياضي وليس مخترعين لها. أمثلة هؤلاء كثر: مثل بول إيردوس وكورت غودل وألكسندر غروتينديك والفيزيائي الرياضي روجر بنروز. السبب النفسي وراء هذا الاعتقاد أنه من الصعب القبول أن شخصا ما يشغل نفسه لفترة طويلة من الزمن ما لم يكن مقتنعا فعلا بوجوده. يؤمن غودل بنوع من الواقع الرياضي الموضوعي يمكن إدراكه بطريقة مشابهة لإدراك الحواس. بعض المباديء يمكن أن تعتبر صحيحة مباشرة لكن بعض الحدسيات مثل فرضية الاستمرار continuum hypothesis لا يمكن البت فيها استنادا لهذه المباديء. لذلك يقترح غودل منهجية شبه تجريبية quasi-empirical methodology يمكن أن تؤمن تأكيدا كافيا لافتراض هذه الحدسية.
المشكلة الأساسية في وجهة النظر لا واقعية للرياضيات: هي أين وكيف تتواجد هذه الكائنات الرياضية؟ هل هي في عالم كامل الانفصال عن عالمنا تسيطر عليه الكائنات الرياضية؟ كيف لنا أن نتواصل مع ذلك العالم ونستكشف حقائقه؟ يقدم كلا من أفلاطون قديما وغودل حديثا إجابات لهذه الأسئلة لكن هذه الإجابات لا تبدو مقنعة للكثيرين.

## الشكلية
تقوم المدرسة الشكلية على فكرة أنه من الممكن التفكير بالعبارات الرياضية على أنها نتائج لقواعد معالجة المقولات الأولية. فمثلا، الهندسة الإقليدية تعتبر مؤلفة من مقولات تدعى البديهيات. بالإضافة إلى بعض قواعد الدلالة التي تسمح باستنباط مقولات جديدة من المقولات الأولى المعطاة. وبما أنك قادر على البرهنة على مبرهنة فيثاغورس وحدك، فهذا يعني أنك قادر فعلا على إنشاء المقولة التي تمثل هذه المبرهنة.
وبهذا يمكنك اعتبار الرياضيات لعبة لها قواعد منظمة، يمكنك أن تلعبها بطريقتك الفريدة ما دمت ملتزما بقواعدها، وتتغير النتائج كلما غيرت طريقتك.
وفقا لبعض مذاهب الشكلية، فإن مسألة الموضوع في الرياضيات هي حرفيا الرموز المكتوبة ذاتها. وعندها تصبح القضية لعبا بهذه الرموز ولا يهم ما هي نوع اللعبة فجميع الألعاب متكافئة ويمكنك أن تلعب أي واحدة تختار، لكن هذه الرؤية لا تعطي حلولا للأسئلة الجوهرية: ما هي هذه الرموز الرياضية؟ هل توجد حقا في عالم تخيلي غير متغير؟ ولماذا هي مفيدة في شرح العالم الواقعي؟ هذه النظرة تحول الرياضيات إلى مجرد فعالية بشرية متفوقة لعبتها الرموز والأرقام لكنها لا تقدم حلولا لذلك لم تلق انتشارا كبيرا.
تقول مدرسة ثانية من الشكلية بالاستنتاجية (deductivism)، فمبرهنة فيثاغورس في هذه الحالة لا تعود حقيقة مطلقة إنما حقيقة نسبية: إذا نسبت معنى وحقيقة للمقولات الرياضية بحيث تصبح قواعد اللعبة صحيحة، عندئذ عليك قبول المبرهنة أو أن التفسير الذي تعطيه للمبرهنة يجب أن يكون عبارة صحيحة (أي أن صحة العبارات الرياضية مرتبطة بصحة البدهيات الأساسية بشرط اعتماد قواعد «لعبة» تحفظ هذه الصحة).

### مواضيع متعلقة
| - نظرية التصنيف - لغة شكلية - نظام شكلي - أسس الرياضيات - نسبة ذهبية - تاريخ الرياضيات | - منطق - جمال رياضياتي - منطق رياضي - برهان رياضي - رياضياتي - نظرية النموذج - نظرية المجموعات المبسطة | - فلسفة اللغة - فلسفة العلوم - نظرية البرهان - طريقة علمية - نظرية المجموعات - الحقيقة |

### مواضيع تاريخية
- تاريخ الرياضيات
- تاريخ الفلسفة